# Momenti perfetti
Momenti perfetti è un singolo della cantautrice italiana Giusy Ferreri, pubblicato il 18 ottobre 2019.

## Video musicale
Il videoclip è stato pubblicato il 4 novembre 2019 sul canale Vevo-YouTube della cantante. Il video è un’intensa fotografia in movimento resa ancora più espressiva dall’utilizzo della pellicola in bianco e nero e da un fuoriclasse nel suo utilizzo, il DOP Edoardo Carlo Bolli, con l’aiuto nella produzione di Borotalco.tv. Un video introspettivo, classico e senza tempo che sottolinea e mette in evidenza il significato del testo e di quei “momenti perfetti” che a volte possono racchiudersi anche solo in uno sguardo o in un piccolo gesto, quasi come fosse la sigla finale di una serie TV.

## Tracce
Testi di Roberto Casalino, musiche di Roberto Casalino e Niccolò Verrienti.
1. Momenti perfetti – 3:17

## Classifiche
| Classifica (2019)         | Posizione massima |
| ------------------------- | ----------------- |
| Italia (airplay italiane) | 19                |